# Klaus Hein
Klaus Jürgen Hein (* 13. November 1930 in Freiberg; † 18. Februar 2017) war ein deutscher Chemiker und Hochschullehrer.

## Leben
Klaus Hein wuchs in Freiberg auf, legte 1949 das Abitur ab und arbeitete anschließend als Praktikant im VEB Hüttenwerk Halsbrücke. Ab 1951 studierte er Chemie an der TH Dresden, 1955 erwarb er das Diplom. Er nahm anschließend eine Assistentenstelle am Institut für Metallhüttenkunde, Elektrometallurgie und Probierkunde an der Bergakademie Freiberg an und wurde 1957 zum Dr.-Ing. promoviert.
Ein Jahr lang arbeitete er in der Kupfer-Silber-Hütte des Mansfeld-Kombinates Eisleben als Abteilungsleiter und als Laborleiter. Er ging 1958 zurück nach Freiberg und wirkte bis 1966 als Technischer und Wissenschaftlicher Leiter am VEB Spurenmetalle Freiberg. Von 1966 bis 1969 war er Dozent für Elektrometallurgie am Metallhütteninstitut der Bergakademie, ab 1968 leitete er den Wissenschaftsbereich NE-Werkstoffe.
Im Jahr 1969 wurde er zum ordentlichen Professor für NE-Werkstoffe berufen. 1977 erfolgte seine Promotion B zum Doktor der Wissenschaften, die 1991 als Habilitation anerkannt wurde. Ab 1992 wirkte Klaus Hein als Professor für NE-Metallurgie, 1995 wurde er emeritiert.

## Ehrungen
- Verdienter Techniker des Volkes (1962)
- Vaterländischer Verdienstorden in Gold (1977, als Kollektiv der Sektion Metallurgie und Werkstofftechnik der Bergakademie)
- Ehrennadel der Bergakademie Freiberg (1980)
- Goldmedaille der TU Košice (1992)
- Ehrendoktor der Montanuniversität Leoben (1994)
- Ehrenmitglied der Gesellschaft Deutscher Metallhütten- und Bergleute (1996)
- Georg Agricola-Denkmünze (2008)[2]

## Veröffentlichungen (Auswahl)
- Beiträge zur Cadmiumzementation aus technischen Zinksulfatlösungen. Dissertation, Freiberg, 1957
- Ein Beitrag zur Thermodynamik im System Zn-Si-P. Deutscher Verlag für Grundstoffindustrie Leipzig, 1976
- Grundlagen der Metallelektrolyse in wäßrigen Systemen. Dissertation B, Freiberg, 1977